# Pristobrycon
A Pristobrycon a csontos halak (Osteichthyes) főosztályának a sugarasúszójú halak (Actinopterygii) osztályába, ezen belül a pontylazacalakúak (Characiformes) rendjébe és a pontylazacfélék (Characidae) családjába tartozó nem.

## Rendszerezés
A nembe az alábbi 5 faj tartozik:
- Pristobrycon aureus (Spix & Agassiz, 1829)
- Pristobrycon calmoni (Steindachner, 1908)
- Pristobrycon careospinus Fink & Machado-Allison, 1992
- Pristobrycon maculipinnis Fink & Machado-Allison, 1992
- Pristobrycon striolatus (Steindachner, 1908)